# Thaumasura australica
Thaumasura australica är en stekelart som först beskrevs av John Obadiah Westwood 1874.  Thaumasura australica ingår i släktet Thaumasura och familjen puppglanssteklar. Inga underarter finns listade i Catalogue of Life.